# Монлуи
Монлуи́ (фр. Montlouis) — коммуна во Франции, находится в регионе Центр. Департамент — Шер. Входит в состав кантона Линьер. Округ коммуны — Сент-Аман-Монтрон.
Код INSEE коммуны — 18152. 

## География
Коммуна расположена приблизительно в 230 км к югу от Парижа, в 125 км южнее Орлеана, в 33 км к югу от Буржа.
Через территорию коммуны протекает небольшая река Озон.

## Население
Население коммуны на 2008 год составляло 116 человек.
| 1962 | 1968 | 1975 | 1982 | 1990 | 1999 | 2008 |
| ---- | ---- | ---- | ---- | ---- | ---- | ---- |
| 210  | 180  | 132  | 124  | 111  | 120  | 116  |

## Экономика
В 2007 году среди 69 человек в трудоспособном возрасте (15-64 лет) 50 были экономически активными, 19 — неактивными (показатель активности — 72,5 %, в 1999 году было 50,6 %). Из 50 активных работали 43 человека (22 мужчины и 21 женщина), безработных было 7 (3 мужчин и 4 женщины). Среди 19 неактивных 3 человека были учениками или студентами, 11 — пенсионерами, 5 были неактивными по другим причинам.

## Достопримечательности
- Церковь Сен-Мартен (XII век). Исторический памятник с 1926 года[3]

## Фотогалерея

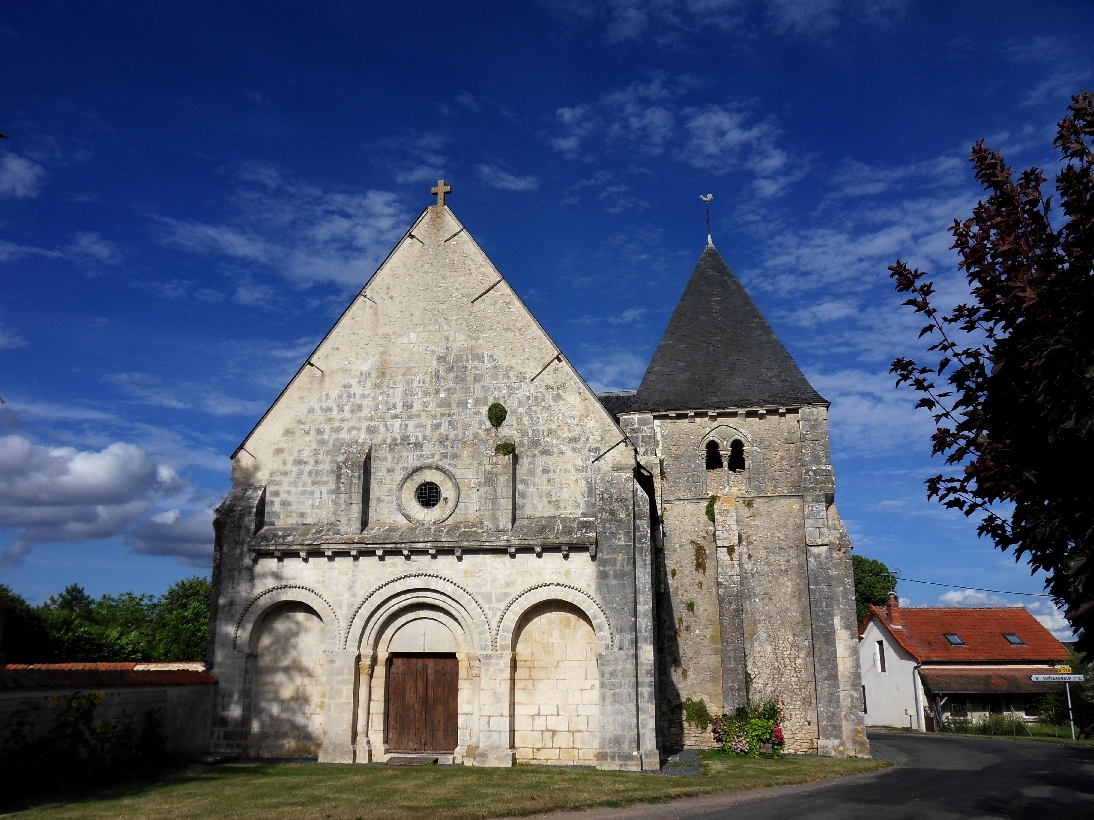
Церковь Сен-Мартен
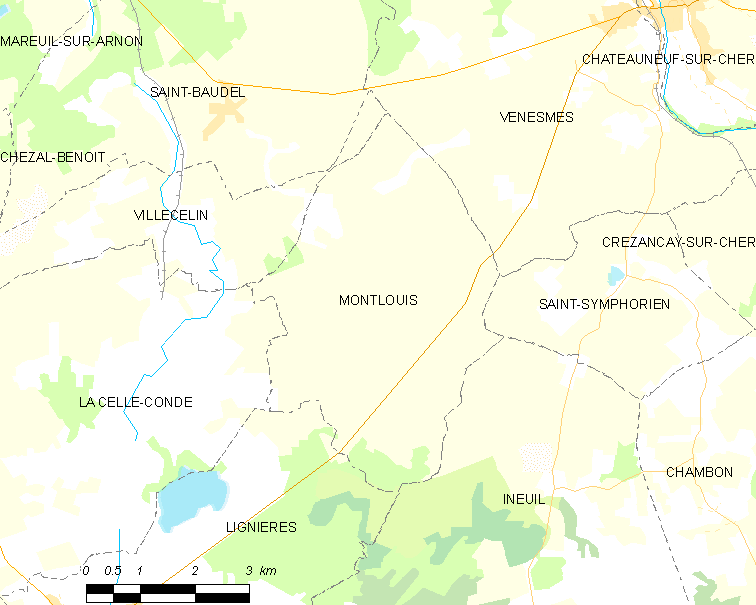
Карта коммуны